# Cratere Sei
Sei  è un cratere sulla superficie di Mercurio.